# Pac-Man (série télévisée d'animation)
Pour les articles homonymes, voir Pac-Man (homonymie).
 (novembre 2019).
Si vous disposez d'ouvrages ou d'articles de référence ou si vous connaissez des sites web de qualité traitant du thème abordé ici, merci de compléter l'article en donnant les références utiles à sa vérifiabilité et en les liant à la section « Notes et références ».
Pac-Man est une série télévisée d'animation américaine en 44 épisodes de 23 minutes, créée par William Hanna et Joseph Barbera, basée sur le jeu vidéo d'arcade éponyme inventé en 1979 par le concepteur Tōru Iwatani, et diffusée entre le 25 septembre 1982 et le 5 novembre 1983 sur le réseau ABC. Il s'agit de la première série télévisée d'animation inspirée d'un jeu vidéo.
En France, la série a été diffusée sur Antenne 2 dans Récré A2 à partir du 10 septembre 1984 et rediffusée à partir du 3 août 1986. À noter que c'est William Leymergie qui avait interprété le générique français et le clip de la série animée inspirée du jeu vidéo.

## Synopsis
Cette série raconte les aventures du célèbre Pac-Man, héros de Pac-Land, un bourg peuplé de petits êtres jaunes et ronds. Ce courageux héros, avec sa famille Pac (sa femme Paquet-Cadeau, son bébé Paquerette et les animaux Chomp-Chomp le chien et Shaw-Shaw le chat), protège la fabuleuse forêt tonique et les pac-gommes (qui rendent invincibles ceux qui les croquent durant un court instant) des agissements des méchants fantômes gloutons qui aimeraient bien s’en emparer.
Les 5 fantômes gloutons (Clyde, Inky, Pinky, Blinky et Mademoiselle Sue  ) sont dirigés par le terrible Grille Pain, un être malfaisant, qui ambitionne de se rendre maître du monde. Sans cesse pourchassé par les fantômes qui veulent le “croquer”, Pac Man se transforme à son tour en chasseur lorsqu’il avale une pac-gomme, ne laissant des fantômes gloutons qu’une paire d’yeux lorsqu’il parvient à en avaler un. 
Dans la seconde saison, Pac Man est aidé par Super Pac, un superhéros qui apportera à la série un effet comique supplémentaire et très sympathique, et croisera la route de PJ, son cousin déluré.

## Doublage

### Version originale

#### La famille Pac
- Marty Ingels : Pac-Man
- Barbara Minkus : Paquet-Cadeau
- Russi Taylor : Paquerette
- Frank Welker : Chomp-Chomp
- Peter Cullen : Shaw-Shaw

#### Les fantômes gloutons
- Chuck McCann : Blinky, Pinky
- Barry Gordon : Inky
- Neil Ross : Clyde
- Susan Silo : Mademoiselle Sue
- Allan Lurie : Grille-Pain

### Voix françaises
- Patrick Préjean : Pac-Man
- Monique Thierry : Paquet-Cadeau, Paquerette
- Roger Carel : Grille-Pain, Clyde (voix de remplacement)
- Albert Augier : Pinky
- Gérard Hernandez : Blinky, Super Pac
- Francis Lax : Clyde
- Philippe Dumat : Inky (voix de remplacement)
- Jacques Ferrière : Inky
- Joëlle Fossier : Mademoiselle Sue
- Claude Chantal : Mademoiselle Sue (voix de remplacement)

## Épisodes

### Première saison (1982-1983)
1. On enlève le Pac-Président (Presidential Pac Nappers)
2. Pas de panique au pac-nique (Picnic in Pac Land)
3. Un match pas comme les autres (South Paw Packy)
4. Un bébé à croquer (Pac Baby Panic)
5. Pacmanomanie (Hocus Pocus Pac Man)
6. Jeux de vilains (The Great Pac Quake)
7. Pacula (Pacula)
8. Qui s'y frotte s'y croque (Trick or Chomp)
9. Les super gloutons (Super Ghosts)
10. Bataille spatiale (Invasion of the Pac Pups)
11. Pack de six chiots (Once Upon a Chomp)
12. Pacnique au pays de Pac (Attack of the Pac Mummy)
13. Le jour où la forêt tonique a disparu (The Day the Forest Disappeared)
14. Pacbot Dulac et les fantômes gloutons (The Pac Man in the Moon)
15. L'homme de Néanderpac (Neander Pac Man)
16. Un week-end pacmenté (Journey to the Center of Pac Land)
17. L'abominable pacman des neiges (The Abominable Pac Man)
18. Le sosie bionique (The Bionic Pac Women)
19. La ville fantôme (Chomp Out at the Okay Corral)
20. Pacman et le pacgommier géant (The Great Power Pellet Robbery)
21. Le paquebot s'amuse (A Bad Case of the Chomps)
22. Paquets surprises (Back Packin' Packy)
23. Qui trop craque (Sir Chomp A Lot)
24. Histoire bête et gentille (Goo Goo at the Zoo)
25. Pas folle la momie (Pac-Mummy)
26. La machine à cauchemars (Nighty Nightmares)

### Deuxième saison (1983-1984)
1. Super Pac (Here's Super-Pac!)
2. Eh ! Eh ! Voilà le Pactatrac (Hey, Hey, Hey...It's P.J.)
3. La coupe Super-Pac (The Super-Pac Bowl)
4. La machine à laver le temps (Journey into the Pac-Past)
5. Un joli monsieur (The Old Pac-Man and the Sea)
6. Pactlantis (Pac-A-Thon)
7. Quel cirque (The Greatest Show in Pac-Land)
8. Ça c'est du sport (Around the World in 80 Chomps)
9. Le génie du Pacdad (The Genie of Pacdad)
10. PacHollywood (P.J. Goes Pac-Hollywood)
11. Dr Jekyll et Mr Pacman (Dr. Jekyll & Mr. Pac-Man)
12. Les fantômes perdent la boule (Public Pac-Enemy No. 1)
13. Packong (Super-Pac vs. Pac-Ape)
14. Coyage en ordinateur (Computer Packy)
15. Rêve ou pac rêve, voilà la question ! (Pac-Van-Winkle)
16. Pac colonie (Happy Pacs-Giving)

## Spéciales
Il existe deux spéciales de Pac-Man :
- Noël au pays de Pac (Christmas Comes to Pac-Land) : Dans cet épisode spécial Noël, Pac-Man et sa famille doivent aider le Père Noël qui vient de faire une chute en tombant de traîneau. Grille-Pain est le seul personnage de la série animée qui n'apparaît pas dans cet épisode spécial bien que son château, recouvert de neige, apparaisse. Noël au pays de Pac a été diffusée en France notamment sur Cartoon Network dans l'émission La Hotte à Cartoon entre 1999 et 2003.

- Pac-Man spécial Halloween (Pac-Man Halloween Special) : Dans cet épisode spécial Halloween, les fantômes gloutons essayent de détruire Pac-Man la nuit d'Halloween. Cet épisode spécial demeure inédit en France, mais il ne contient que deux épisodes, "Pacula" et "Qui s'y frotte s'y croque", qui ont été mis ensemble.

## Musique
Le générique de la version française est interprété par William Leymergie, sous le pseudonyme de Willy.